# Asamblea Nacional de Lesoto
La Asamblea Nacional (en sesoto: Lekhotleng la Sechaba) es la cámara baja del parlamento bicameral de Lesoto, y el organismo encargado del poder legislativo del país. La cámara alta es el Senado, que es designada por los jefes tribales y el Rey.

## Composición
La Asamblea Nacional está compuesta por 120 miembros elegidos para un mandato de cinco años (a menos que el Rey, con asesoramiento del primer ministro, disuelva el parlamento y convoque a nuevas elecciones). De esto, 80 miembros son elegidos directamente mediante el sistema de mayoría simple en distritos de un solo miembro, mientras que los otros 40 son elegidos mediante representación proporcional mixta por compensación.

## Resultados electorales de 2022
| Partido                                                             | Partido                              | Votos   | %     | Escaños | +/–         |
| ------------------------------------------------------------------- | ------------------------------------ | ------- | ----- | ------- | ----------- |
|                                                                     | Revolución para la Prosperidad       | 199,867 | 38.81 | 56      | Nuevo       |
|                                                                     | Congreso Democrático                 | 128,105 | 24.87 | 29      | 1           |
|                                                                     | Convención de Todos los Basotos      | 37,553  | 7.29  | 8       | 40          |
|                                                                     | Partido de Acción Basoto             | 29,118  | 5.65  | 6       | Nuevo       |
|                                                                     | Alianza de Demócratas                | 20,798  | 4.04  | 5       | 4           |
|                                                                     | Movimiento por el Cambio Económico   | 17,093  | 3.32  | 4       | 2           |
|                                                                     | Congreso por la Democracia de Lesoto | 12,174  | 2.36  | 3       | 8           |
|                                                                     | Socialistas Revolucionarios          | 10,738  | 2.08  | 2       | Nuevo       |
|                                                                     | Partido Nacional Basoto              | 7,343   | 1.43  | 1       | 4           |
|                                                                     | Frente Popular por la Democracia     | 4,636   | 0.90  | 1       | 2           |
|                                                                     | Cumbre Política Mpulule              | 4,482   | 0.87  | 1       | Nuevo       |
|                                                                     | Movimiento del Pacto Basoto          | 4,112   | 0.80  | 1       | Nuevo       |
|                                                                     | ESPERANZA – Mphatlalatsane           | 3,713   | 0.72  | 1       | Nuevo       |
|                                                                     | Partido Nacional Independiente       | 3,703   | 0.72  | 1       | Sin cambios |
|                                                                     | Partidos sin representación          | 61,049  | 11.85 | 0       | -           |
|                                                                     | Vacante                              | -       | -     | 1       | -           |
| Total                                                               | Total                                | 515,018 | 100   | 120     | –           |
| Fuente: IEC Archivado el 3 de diciembre de 2022 en Wayback Machine. |                                      |         |       |         |             |